# Strombosiopsis sereinii
Strombosiopsis sereinii är en tvåhjärtbladig växtart som beskrevs av Franciscus Jozef Breteler. Strombosiopsis sereinii ingår i släktet Strombosiopsis och familjen Strombosiaceae. Inga underarter finns listade i Catalogue of Life.